# Qalandarabad
Qalandarābād (farsi قلندرآباد) è una città dello shahrestān di Fariman, circoscrizione di Qalandarabad, nella provincia del Razavi Khorasan in Iran. Aveva, nel 2006, una popolazione di 4.872 abitanti. 